# Ворожцова, Татьяна Александровна
Татьяна Александровна Ворожцова (28 ноября 1962, Владимировка) — советская и российская певица (сопрано). Народная артистка Российской Федерации (2005). Солистка Новосибирского театра оперы и балета. Лауреат Международных и Всероссийских конкурсов.

## Биография
Родилась в селе Владимировка Боготольского района Красноярского края 28 ноября 1962 году. Завершив обучение в 1987 году в Красноярском государственном институте искусств (в настоящее время - Сибирский государственный институт искусств имени Дмитрия Хворостовского), в классе доцента В.Н. Карловой, Татьяна Александровна получила приглашение работать в труппе Новосибирского государственного академического театра оперы и балета.
Её дебют в театре пришёлся на партию Прилепы в опере «Пиковая дама» П. И. Чайковского, но кульминацией её первого сезона специалисты считают партию Марфы в опере Н. Римского-Корсакова «Царская невеста».
В 1989 году она стала первой исполнительницей партии Каштанки в одноимённой опере В. Рубина. Высокую оценку этому выступлению дали многие критики и деятели театрального искусства. За эту роль Ворожцова была удостоена премии Союза театральных деятелей.
За свою длительную трудовую деятельность на оперной сцене она исполнила множество ролей, наиболее запоминающимися стали: Розина («Севильский цирюльник» Д. Россини), Виолетта («Травиата» Д. Верди), Ксения («Борис Годунов» М. Мусоргского) и другие.
Ворожцова исполняла вокальные композиции на многих сценах мира: в спектаклях Мариинского театра в 1994 году («Руслан и Людмила» М. Глинка; «Волшебная флейта» В.-А. Моцарт) и Большого театра в 2002 году («Богема» Дж. Пуччини; «Иоланта» П. Чайковский). Принимала участие в фестивальных турах, организованных И.К. Архиповой. Выезжала с концертами на гастроли в Китай, Австрию, Германию, Италию, Испанию, Португалию, Египте, Таиланд, Японию, Республику Корею и другие страны.
Ворожцова неоднократно отмечалась высокими наградами на конкурсах вокального искусства. В 1991 году была удостоена второй премией Всероссийского конкурса вокалистов в Белгороде, в 1991 году получила третью премию Всесоюзного конкурса вокалистов имени Глинки в Алма-Ате, а также на этом же конкурсе была удостоена специальным Призом за артистизм. В 1992 году на конкурсе камерного пения "Янтарный соловей" в Калининграде была удостоена второй премией.
В 1994 году Указом Президента ей присвоено звание «Заслуженная артистка Российской Федерации», а в 2005 году Татьяна Александровна стала «Народной артисткой Российской Федерации».
Проживает в Новосибирске.

## Награды и звания
- 1991 — Всероссийский конкурс вокалистов в Белгороде, вторая премия.
- 1991 — Всесоюзный конкурс вокалистов имени Глинки в Алма-Ате, третья премия и приз за артистизм.
- 1992 — Конкурс камерного пения «Янтарный соловей» в Калининграде, вторая премия (первая не присуждалась).
- 1994 — Заслуженный артист Российской Федерации — за заслуги в области искусства
- 2005 — Народный артист Российской Федерации.